# Урта
Урта — річка в Україні, на Кримському півострові. Права притока Альми (басейн Чорного моря.

## Опис
Довжина річки приблизно 6,72 км, найкоротша відстань між витоком і гирлом — 5,22  км, коефіцієнт звивистості річки — 1,29 . Річка формується 1 безіменним струмком.

## Розташування
Бере початок на північно-західній стороні від гори Гапка. Тече переважно на південний захід і на південно-східній стороні від села Партизанське впадає у річку Альму.